# Orrviken
Orrviken est une localité de Suède située dans la commune d'Östersund du comté de Jämtland. Elle couvre une superficie de 0,55 km2. En 2010, elle compte 262 habitants.